# Championnats de France de triathlon 2023
Navigation
2022 2024
Les championnats de France de triathlon 2023 se déroulent le 4 juin 2023, à Gravelines, sur une épreuve de distance S pour le titre individuel et sur une épreuve en équipe de relais mixte pour le titre de cette spécialité.

## Palmarès
Les tableaux présentent le « Top 10 » hommes et femmes des catégories élites.
|                    | Triathlète       | Temps       |
| ------------------ | ---------------- | ----------- |
| Médaille d'or      | Louis Vitiello   | 55 min 41 s |
| Médaille d'argent  | Aurélien Raphaël | 55 min 51 s |
| Médaille de bronze | Antoine Duval    | 56 min 7 s  |
| 4                  | Igor Dupuis      | 56 min 9 s  |
| 5                  | Théo Texereau    | 56 min 10 s |
| 6                  | Anthony Pujades  | 56 min 15 s |
| 7                  | Jules Rethoret   | 56 min 24 s |
| 8                  | Yann Allichon    | 56 min 27 s |
| 9                  | Hugo Winock      | 56 min 28 s |
| 10                 | Amaury Dietrich  | 56 min 30 s |

|                    | Triathlète       | Temps          |
| ------------------ | ---------------- | -------------- |
| Médaille d'or      | Candice Denizot  | 1 h 3 min 22 s |
| Médaille d'argent  | Kristelle Congi  | 1 h 3 min 30 s |
| Médaille de bronze | Marie Wattiez    | 1 h 4 min 28 s |
| 4                  | Morgan Branchoux | 1 h 5 min 30 s |
| 5                  | Maeva Couchard   | 1 h 5 min 35 s |
| 6                  | Léa Marchal      | 1 h 5 min 47 s |
| 7                  | Elena Polaert    | 1 h 5 min 55 s |
| 8                  | Céline Senia     | 1 h 6 min 41 s |
| 9                  | Léa Jacquin      | 1 h 6 min 52 s |
| 10                 | Léa Richard      | 1 h 7 min 2 s  |